# Longin Pastusiak

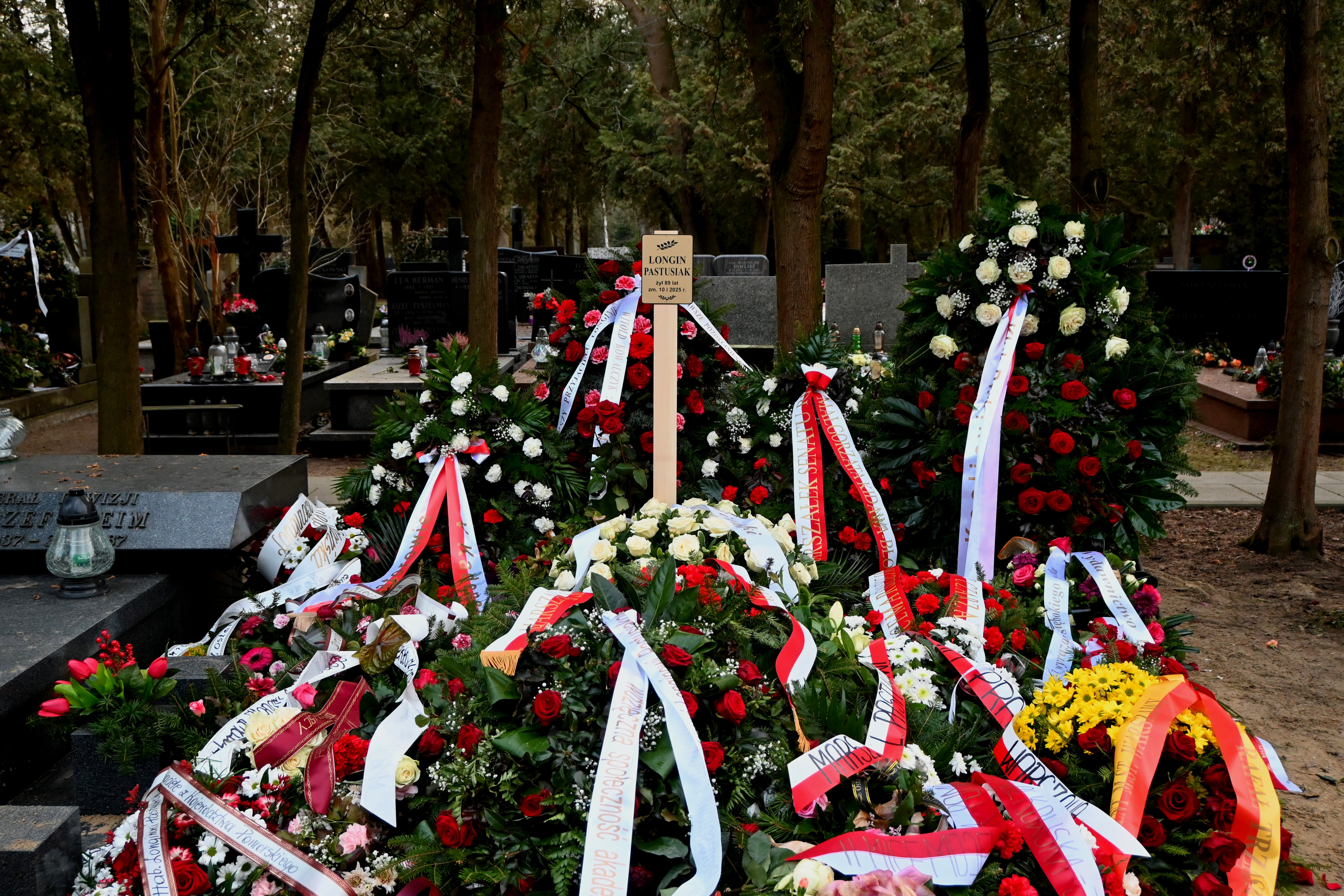
Grób Longina Pastusiaka na cmentarzu Wojskowym na Powązkach w Warszawie

Longin Hieronim Pastusiak (ur. 22 sierpnia 1935 w Łodzi, zm. 10 stycznia 2025 w Warszawie) – polski polityk, historyk, politolog i amerykanista. Działacz PZPR, SdRP i SLD, w latach 1991–2001 poseł na Sejm I, II i III kadencji, w latach 2001–2005 senator i marszałek Senatu V kadencji.

## Życiorys

### Wykształcenie i działalność zawodowa
W młodości był harcerzem 33 Łódzkiej Drużyny Harcerskiej. Uzyskał magisterium na Uniwersytecie Warszawskim, a także w Woodrow Wilson School of Public and International Affairs i na University of Virginia w Charlottesville. Doktoryzował się na American University w Waszyngtonie oraz na Wydziale Historii Wyższej Szkoły Nauk Społecznych przy KC PZPR w Warszawie. Stopień doktora habilitowanego uzyskał w 1967 w Instytucie Historii PAN. Profesorem nadzwyczajnym został w 1978, a profesorem zwyczajnym w 1986.
W latach 1963–1994 pracował w Polskim Instytucie Spraw Międzynarodowych. Był autorem licznych publikacji z zakresu historii Stanów Zjednoczonych oraz stosunków polsko-amerykańskich. Zajmował funkcje prezesa Towarzystwa Polska-Kanada oraz wiceprezesa Towarzystwa Polska-Korea, należał do Stowarzyszenia Euro-Atlantyckiego i Klubu Rzymskiego.
Prowadził w TVP1 autorski program Anegdoty prezydenckie na temat amerykańskich przywódców, wydał również książkę pod tym samym tytułem. Był autorem publikacji Roosevelt a sprawa polska 1939–1945 wydanej w 1980 i wielokrotnie wznawianej. Był również encyklopedystą; został wymieniony w gronie edytorów Encyklopedii. Świat w przekroju.

### Działalność polityczna
W 1961 został członkiem PZPR, należał do niej aż do samorozwiązania się partii w 1990. W tym samym roku przystąpił do nowo utworzonej SdRP, a w 1999 do Sojuszu Lewicy Demokratycznej. W 1989 bez powodzenia ubiegał się o mandat senatora. Z ramienia SLD od 1991 do 2001 pełnił funkcję posła na Sejm I, II i III kadencji.
W okresie 1991–1997 zajmował stanowisko wiceprzewodniczącego Klubu Parlamentarnego SLD. W latach 1997–2001 był wiceprzewodniczącym Komisji Spraw Zagranicznych i przewodniczącym Stałej Delegacji Sejmu i Senatu do Zgromadzenia Unii Zachodnioeuropejskiej. W 2000 został przewodniczącym Podkomisji ds. Stosunków Transatlantyckich w Zgromadzeniu Parlamentarnym NATO, a rok później wiceprzewodniczącym frakcji socjalistycznej w Zgromadzeniu Parlamentarnym NATO.
W 2001 uzyskał mandat senatora z okręgu gdańskiego jako kandydat koalicji Sojusz Lewicy Demokratycznej – Unia Pracy. 20 października tego samego roku wybrano go na urząd Marszałka Senatu. Był członkiem komitetu wyborczego Włodzimierza Cimoszewicza w wyborach prezydenckich w 2005. W wyborach parlamentarnych w tym samym roku ponownie ubiegał się o mandat senatora, nie został jednak ponownie wybrany. 1 czerwca 2008 został wiceprzewodniczącym SLD, pełnił tę funkcję do 28 kwietnia 2012. W 2009 i 2014 był liderem pomorskiej listy SLD-UP w wyborach do Parlamentu Europejskiego, nie uzyskał mandatu eurodeputowanego.
W 1992 zainicjował powstanie Klubu Współczesnej Myśli Politycznej w Gdańsku, któremu następnie przewodniczył.

## Życie prywatne
Był żonaty z Anną Ochab, córką Edwarda Ochaba. Miał córkę Aleksandrę i syna Feliksa.
21 stycznia 2025 został pochowany na cmentarzu Wojskowym na Powązkach w Warszawie (kwatera A4-tuje-3).

## Wyniki wyborcze
| Wybory | Komitet wyborczy                   | Komitet wyborczy                          | Organ                             | Okręg            | Wynik            |
| ------ | ---------------------------------- | ----------------------------------------- | --------------------------------- | ---------------- | ---------------- |
| 1989   |                                    | Polska Zjednoczona Partia Robotnicza      | Senat I kadencji                  | woj. warszawskie | 160 756 (14,70%) |
| 1991   |                                    | Sojusz Lewicy Demokratycznej              | Sejm I kadencji                   | nr 22            | 23 249 (4,72%)   |
| 1993   | Sejm II kadencji                   | Sojusz Lewicy Demokratycznej              | nr 11                             | 51 567 (9,38%)   |                  |
| 1997   | Sejm III kadencji                  | Sojusz Lewicy Demokratycznej              | nr 11                             | 71 222 (12,49%)  |                  |
| 2001   |                                    | Sojusz Lewicy Demokratycznej – Unia Pracy | Senat V kadencji                  | nr 24            | 122 654 (33,56%) |
| 2005   |                                    | Sojusz Lewicy Demokratycznej              | Senat VI kadencji                 | nr 24            | 69 147 (19,78%)  |
| 2009   |                                    | Sojusz Lewicy Demokratycznej – Unia Pracy | Parlament Europejski VII kadencji | nr 1             | 42 915 (8,90%)   |
| 2014   | Parlament Europejski VIII kadencji | Sojusz Lewicy Demokratycznej – Unia Pracy | 23 187 (5,05%)                    | nr 1             |                  |

## Odznaczenia
- Krzyż Komandorski Orderu Odrodzenia Polski (2015)[17]
- Order Krzyża Ziemi Maryjnej I klasy (Estonia, 2002)[18]
- Honorary Companion of Honour Narodowego Orderu Zasługi (Malta, 2002)[19]
- Komandor Krzyża Wielkiego Orderu „Za Zasługi dla Litwy” (Litwa, 2006)[20]

## Publikacje
- Rola Stanów Zjednoczonych w remilitaryzacji Niemiec Zachodnich, Wydawnictwo MON, Warszawa 1964.
- Szkice o polityce zagranicznej Stanów Zjednoczonych, Książka i Wiedza, Warszawa 1968.
- Demokracja po amerykańsku: prześladowania Komunistycznej Partii Stanów Zjednoczonych, Książka i Wiedza, Warszawa 1969.
- Amerykanie w Berlinie Zachodnim. Polityka Stanów Zjednoczonych wobec Berlina Zachodniego, Czytelnik, Warszawa 1972.
- Podział i zjednoczenie Niemiec w dyplomacji Wielkiej Czwórki, Śląsk, Katowice 1972.
- Interesy USA na Bliskim Wschodzie, Iskry, Warszawa 1973.
- Pół wieku dyplomacji amerykańskiej 1898–1945, PWN, Warszawa 1974.
- Polacy w zaraniu Stanów Zjednoczonych, tom 309 serii wydawniczej Omega, Wiedza Powszechna, Warszawa 1977.
- Pierwsi polscy podróżnicy w Stanach Zjednoczonych, Krajowa Agencja Wydawnicza, Warszawa 1980.
- Roosevelt a sprawa polska 1939–1945, Książka i Wiedza, Warszawa 1983, ISBN 978-83-05-11220-8.
- Ronald Reagan: biografia dokumentacyjna, Krajowa Agencja Wydawnicza, Warszawa 1988.
- Dramatyczne sześć miesięcy: Od Rządu Tymczasowego RP do Tymczasowego Rządu Jedności Narodowej (styczeń-czerwiec 1945 r.), Wydawnictwo Adam Marszałek, Toruń 1991, ISBN 978-83-85263-03-6.
- Panie Białego Domu, BGW, Warszawa 1994, ISBN 83-7066-580-2.
- Dyplomacja Stanów Zjednoczonych (XVIII–XIX W.), Wydawnictwo Adam Marszałek, Toruń 1996, ISBN 83-86803-87-8.
- Kościuszko Pułaski i inni, Wydawnictwo Adam Marszałek, Toruń 2003, ISBN 978-83-7322-696-8.
- Prezydenci amerykańscy wobec spraw polskich, Bellona, Warszawa 2003, ISBN 83-11-09585-X.
- Anegdoty prezydenckie, Bellona, Warszawa 2004, ISBN 978-83-11-09922-7.
- Z tajników archiwów dyplomatycznych. Stosunki polsko-amerykańskie w latach 1948–1954, Wydawnictwo Adam Marszałek, Toruń 2004, ISBN 978-83-7322-401-8.
- Prezydenci Stanów Zjednoczonych Ameryki, Iskry, Warszawa 2005, ISBN 83-207-1783-3.
- Biały dom i jego mieszkańcy, Oficyna Wydawniczo-Poligraficzna „Adam”, Warszawa 2006, ISBN 83-7232-716-5.
- Droga Stanów Zjednoczonych do mocarstwowości, Wyższa Szkoła Studiów Międzynarodowych, Łódź 2007, ISBN 978-83-60902-72-1.
- Romanse prezydentów USA, Oficyna Wydawniczo-Poligraficzna „Adam”, Warszawa 2009, ISBN 978-83-7232-835-9.
- Kim jest Barack Obama?, Oficyna Wydawniczo-Poligraficzna „Adam”, Warszawa 2009, ISBN 978-83-7232-898-4.
- 400 lat stosunków polsko-amerykańskich, tom I i II, Oficyna Wydawniczo-Poligraficzna „Adam”, Warszawa 2010, ISBN 978-83-7232-844-1.
- Zamachy na prezydentów USA, Oficyna Wydawniczo-Poligraficzna „Adam”, Warszawa 2010, ISBN 978-83-7232-951-6.
- Chicago wczoraj i dziś, Branta, Bydgoszcz 2011, ISBN 978-83-61668-38-1.
- Polityka i Humor, Prószyński Media, Warszawa 2011, ISBN 978-83-7648-908-7.
- Donald Trump. Pierwszy taki prezydent Stanów Zjednoczonych, Bellona, Warszawa 2019, ISBN 978-83-11-15589-3.
- Prezydenci USA w XXI wieku, Bellona, Warszawa 2022, ISBN 978-83-11-16430-7.